# PT-76M
PT-76M (Object 907) - Là một dòng xe tăng lội nước hạng nhẹ của Liên Xô.

## Lịch sử phát triển
Dòng xe được xuất xưởng một phiên bản duy nhất vào năm 1959. Đây là một phương án hiện đại hóa của xe tăng PT-76. PT-76M được phát triển tại Phòng thiết kế của Nhà máy Máy kéo Stalingrad. Xe được thiết kế riêng cho lực lượng Hải quân đánh bộ. Nó có mặt ngoài lồi ra để cải thiện khả năng đi biển. Trong số những cải tiến cho xe tăng PT-76, đáng chú ý là vị trí phía sau của khoang động cơ, tăng công suất động cơ (từ 240 lên 300 mã lực), tăng dung tích bình chứa lên 500 lít. Xe tăng được trang bị thiết bị định vị và kính ngắm ban đêm.
Phiên bản này đã không vượt qua được bài thử nghiệm. Việc phát triển thêm đã bị dừng lại, do nó không có được những ưu điểm vượt trội so với PT-76, và việc sản xuất hai mẫu gần như giống hệt nhau không có ý nghĩa. Đối với Hải quân đánh bộ, lực lượng này đã hiện đại hóa một chút (một vòi phun được đặt trên ống quạt để không bị ngập nước) và được giao xe tăng PT-76. Mẫu xe duy nhất nằm trong bảo tàng ở Kubinka.